# (14429) Coyne
(14429) Coyne est un astéroïde de la ceinture principale.

## Description
(14429) Coyne est un astéroïde de la ceinture principale. Il fut découvert le 3 décembre 1991 à l'Observatoire Palomar par Carolyn S. Shoemaker et David H. Levy. Il présente une orbite caractérisée par un demi-grand axe de 2,44 UA, une excentricité de 0,30 et une inclinaison de 21,4° par rapport à l'écliptique.

## Compléments